# Dino Luigi Romoli
Dino Luigi Romoli O.P. (* 13. April 1900 in Petriolo, Provinz Macerata, Italien; † 25. März 1985) war römisch-katholischer Bischof von Pescia.

## Leben
Dino Luigi Romoli trat dem Dominikanerorden bei und empfing am 13. Juli 1924 die Priesterweihe.
Papst Pius XII. ernannte ihn am 27. Februar 1951 zum neuen Bischof von Pescia. Die Bischofsweihe spendete ihm am 25. April desselben Jahres Elia Kardinal Dalla Costa, Erzbischof von Florenz. Mitkonsekratoren waren Martin-Marie-Stanislas Gillet, Ordensgeneral der Dominikaner, und Reginaldo Addazi, Erzbischof von Trani e Barletta. Romoli nahm von 1962 bis 1965 am Zweiten Vatikanischen Konzil teil.
Papst Paul VI. nahm am 24. Juni 1977 sein altersbedingtes Rücktrittsgesuch an. Dino Luigi Romoli starb acht Jahre später.